# Тренер
Тренер је особа која води, подучава и тренира спортисте или спортске клубове. Поред физичке и техничке припреме, тренер такође може да врши и психичку припрему спортиста у циљу што боље припреме истог за такмичења која му предстоје.
Кад се ради о тимским спортовима, тренер, поред већ поменутих функција, врши и одабир стратегије коју ће тим применити у предстојећим утакмицама. Такође, тренер је задужен да посматра и проучава ривале и ривалске стратегије. 